# Simon van Joinville
Simon van Joinville (overleden in mei 1233) was van 1204 tot aan zijn dood heer van Joinville. Hij behoorde tot het huis Joinville.

## Levensloop
Simon was een jongere zoon van heer Godfried IV van Joinville en diens echtgenote Helvida, dochter van heer Gwijde I van Dampierre. 
In 1199 vertrok zijn oudere broer Godfried V naar het Heilige Land om deel te nemen aan de Vierde Kruistocht. Vervolgens werden Simon en zijn jongere broer Willem, vanaf 1219 aartsbisschop van Reims, belast met de regeringszaken van Joinville. Nadat Godfried V in 1204 gesneuveld was in Syrië, werd Simon effectief heer van Joinville. Tussen juni 1209 en maart 1210 nam hij deel aan de Albigenzenkruistocht, waarbij hij onder meer deelnam aan de gevechten in het graafschap Champagne en aan het Kasteel van Montségur.
Vanaf 1216 was Simon betrokken bij de successieoorlog in het graafschap Champagne. Hij koos partij voor troonpretendente Philippa, een dochter van graaf Hendrik II van Champagne, en haar echtgenoot Erard van Brienne, tegen de effectieve graaf Theobald IV en diens moeder Blanca van Navarra. De reden daarvoor was het ambt van seneschalk van Champagne, dat Simon sinds 1206 uitoefende. Dit ambt was de facto erfelijk in het huis Joinville en Simon wilde dit rechtsgeldig maken, maar regentes Blanca van Navarra wilde daar niet van weten. Simon van Joinville werd daarvoor, net als alle andere opstandelingen, geëxcommuniceerd door paus Honorius III en de bisschop van Châlons. Nadat de belangrijkste bondgenoot van de opstandelingen, hertog Theobald I van Lotharingen, in 1218 verslagen werd door keizer Frederik II, moest ook Simon zich overgeven. In juli 1218 werd hij van zijn excommunicatie ontheven.
In juli 1218 vertrok Simon naar Egypte, om deel te nemen aan de Vijfde Kruistocht. In september 1220 keerde hij terug naar Frankrijk. In 1221 bemiddelde hij als seneschalk van Champagne in het conflict tussen Blanca van Navarra en de graven van Rethel. Enkele jaren later, in 1226, sloot Simon zich samen met Theobald IV van Champagne aan bij de rebellerende Franse edelen tegen het regentschap van Blanca van Castilië over haar zoon Lodewijk IX. In januari 1227 koos hij echter samen met Theobald IV de zijde van Blanca van Castilië. De rebellerende edelen richtten zich daarop tegen het graafschap Champagne. In 1229 kon Simon de stad Troyes met succes verdedigen tegen graaf Hendrik II van Bar. Aansluitend verwoestte hij de Barrois, waardoor hij door de bisschop van Toul geëxcommuniceerd werd. In 1230 kwam het conflict ten einde na bemiddeling van Blanca van Castilië.
In maart 1233 verleende Theobald IV het huis Joinville officieel de erfelijkheid van het ambt van seneschalk van Champagne, waar Simon zo lang voor gestreden had. Korte tijd later, in mei 1233, overleed hij.

## Huwelijken en nakomelingen
Tussen 1205 en 1209 huwde Simon van Joinville met zijn eerste echtgenote Ermengarde van Montclair (overleden in 1218). Ze kregen volgende kinderen:
- Godfried (overleden in 1232/1233), heer van Montclair
- Isabella (overleden na 1268), huwde met heer Simon IV van Clefmont
- Beatrix (overleden voor 1249)

Rond 1224 huwde hij met zijn tweede echtgenote Beatrix (overleden in 1260), dochter van graaf Stefanus III van Auxonne. Ze kregen volgende kinderen:
- Jan (1224/1225-1317), heer van Joinville
- Godfried (overleden in 1314), heer van Vaucouleurs
- Simon (overleden in 1276), heer van Mantay
- Willem (overleden rond 1268), aartsdiaken van Salins
- Maria (overleden na 1256), huwde met Jean de Til-Châtel
- Helvida (overleden na 1312), huwde met heer Jan I van Faucogney